# Casa al carrer Dos de Maig, 9 (Cabanes)
Casa al carrer Dos de Maig, 9 és un habitatge del municipi de Cabanes (Alt Empordà) inclòs en l'Inventari del Patrimoni Arquitectònic de Catalunya.

## Descripció
Situada dins del nucli urbà de la població de Cabanes, a la banda de ponent de la xarxa urbana i al nord-oest del nucli antic de la vila.
Edifici entre mitgeres de planta rectangular, format per tres crugies perpendiculars a la façana principal i amb una zona de pati a la part posterior. Presenta la coberta plana a manera de terrat i està distribuït en planta baixa i pis. La façana principal presenta tres portals d'accés rectangulars, amb els emmarcaments bastits en maons. El de vianants està situat a l'extrem de migdia del parament, mentre que els altres dos han estat reformats donat que en origen eren obertures d'arc rebaixat. Al pis hi ha tres obertures rectangulars amb guardapols arrebossat a la part superior. Encara es conserven els emmarcaments originals, d'arc rebaixat i bastits en maons. Al centre hi ha un balcó exempt amb la llosana motllurada i barana de ferro treballat. A banda i banda, dues finestres balconeres amb barana de ferro. La façana està rematada per una barana d'obra decorada.
La construcció és bastida en pedra desbastada, sense desbastar i còdols, tot disposat regularment i lligat amb morter de calç. Les cantonades estan delimitades amb maons, disposats a manera de carreus.